# Kulagölen
Kulagölen är en sjö i Tingsryds kommun i Småland och ingår i Ronnebyåns huvudavrinningsområde. Sjöns area är 0,025 kvadratkilometer och den är belägen 127 meter över havet.